# Jakowlew Jak-17
Die Jakowlew Jak-17 (russisch Яковлев Як-17, NATO-Codename Type 16, später Feather) gehört zu den ersten in der Sowjetunion in Serie gebauten Strahljagdflugzeugen.

## Entwicklung
Die Jak-17 war das Nachfolgemodell der Jak-15, welche wiederum ein Gegenentwurf zur MiG-9 war.
Der optisch sichtbare Unterschied zur Jak-15 bestand im Fahrwerk, das ein Bug- anstelle des Heckrades aufwies. Da das verwendete RD-10A-Triebwerk, welches vom Junkers Jumo 004 abstammte, die gesamte Bugsektion ausfüllte, war das Bugrad in einer tropfenförmigen Ausbeulung außen unter dem Rumpf untergebracht. Außerdem verstärkte man die Zelle, vergrößerte das Seitenleitwerk und den Lufteinlauf.
Der erste Prototyp Jak-154 (oder auch Jak-15U) flog erstmals am 12. Juni 1947. Im gleichen Jahr begann im Flugzeugwerk Nr. 31 in Tblissi die Serienproduktion und bis 1948 wurden 430 Maschinen hergestellt.
Die Jak-17 diente, da nur als Übergangslösung betrachtet, nur eine geringe Zeit in den sowjetischen Luftstreitkräften. Ein Exemplar wurde 1949/50 in der Tschechoslowakei getestet, dort als S-100 bezeichnet und ein Lizenzbau erwogen, der aber nicht verwirklicht wurde. Auch in Polen sollte ein Lizenzbau erfolgen, was jedoch aufgrund des großen Erfolges der MiG-15 nicht geschah.
Für Trainingszwecke entwickelt wurde die mit einer Doppelsteuerung ausgerüstete zweisitzige Jak-17UTI (auch Jak-21T), die im Mai 1947 das erste Mal flog. Diese Version wurde auch in China eingesetzt. Der NATO-Codename für diese Ausführung lautete Type 26, später Magnet.
Die nächsten Weiterentwicklungen der Jak-Strahljagdflugzeug-Reihe waren die Jak-19 und die ebenfalls in Serie gebaute Jak-23. Die letzte Maschine, Jak-23, flog noch bis 1961 für Testzwecke beim polnischen Luftfahrtinstitut.

## Technische Beschreibung
Die Jak-17 war ein freitragender Mitteldecker in Holz/Metall-Gemischtbauweise mit freitragendem Tragwerk. An den Tragflügelenden konnten zur Vergrößerung der Reichweite zwei abwerfbare Zusatztanks befestigt werden.

## Technische Daten

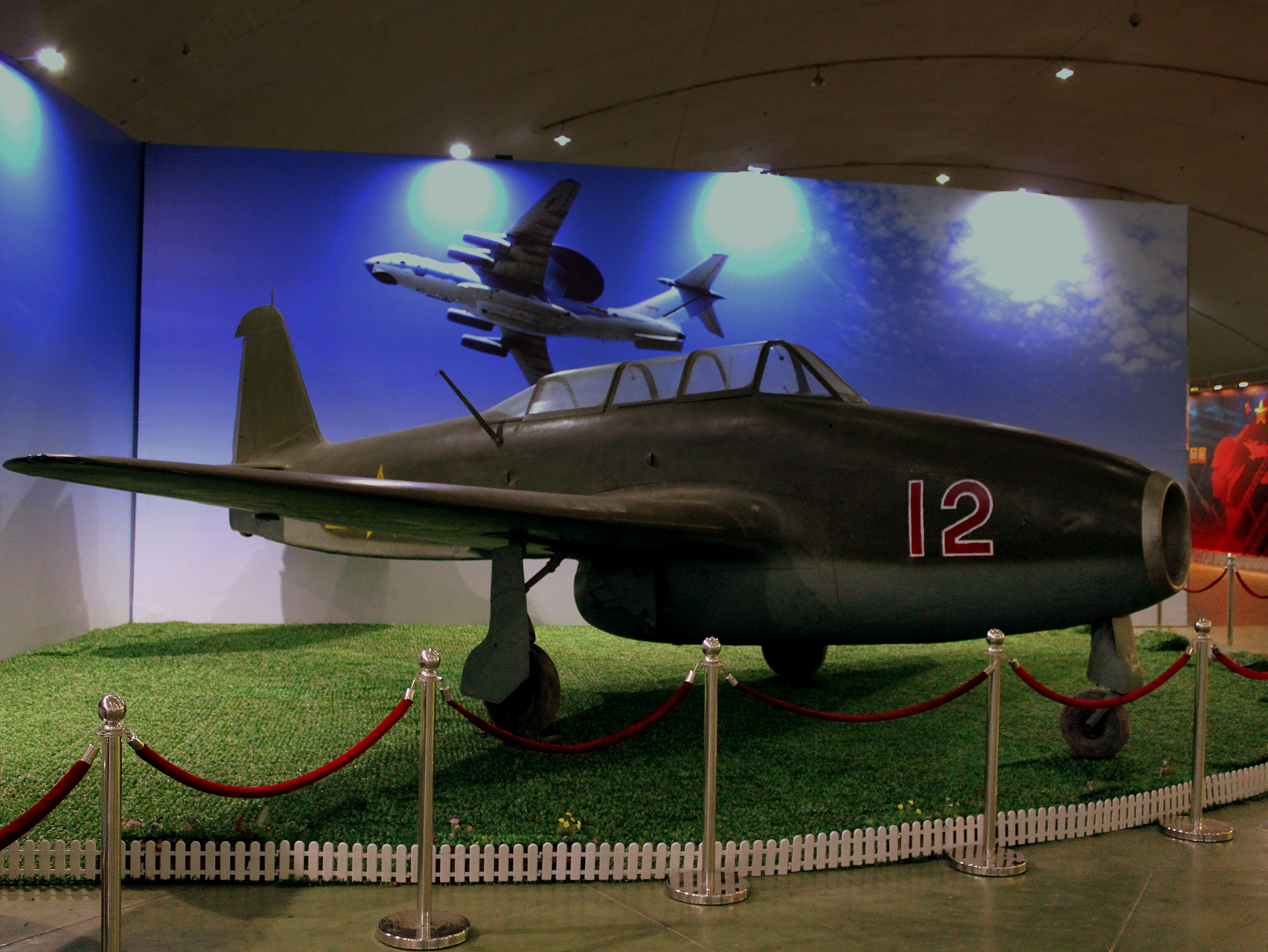
Schulversion Jak-17UTI

| Kenngröße             | Daten                                                |
| --------------------- | ---------------------------------------------------- |
| Besatzung             | 1                                                    |
| Spannweite            | 9,20 m                                               |
| Länge                 | 8,78 m                                               |
| Höhe                  | 2,90 m                                               |
| Flügelfläche          | 14,80 m²                                             |
| Leermasse             | 2430 kg                                              |
| Startmasse            | normal 2890 kg max. 3323 kg mit Zusatztanks          |
| Triebwerk             | ein Turbinenluftstrahltriebwerk RD-10A               |
| Leistung              | Startschub 9,8 kN                                    |
| Höchstgeschwindigkeit | 650 km/h in Bodennähe 751 km/h in 5000 m Höhe        |
| Gipfelhöhe            | 12.750 m                                             |
| Steigleistung         | max. 4,2 m/s                                         |
| Steigzeit             | 5,8 min auf 5000 m Höhe                              |
| Reichweite            | 710 km mit Zusatztanks                               |
| Bewaffnung            | zwei starre 23-mm-Maschinenkanonen NS-23 im Rumpfbug |